# 黄州之战
黄州之战，南宋嘉熙元年（元太宗九年，1237年），蒙古帝国攻打宋朝黄州（今湖北省黄冈市黄州区）的战役。
嘉熙元年（1237年）十月，蒙古宗王口温不花率军攻破南宋光州（今河南省潢川县）后，派万户史天泽攻打复州（今湖北省天门市），再转攻安丰军（今安徽省寿县）；太师塔思攻打大苏山（今河南省商城县东南）；口温不花和都元帅张柔攻打黄州。
口温不花与张柔率军南破三山寨，到大湖获得近千民船，屯守黄州西北。张柔见到宋朝船只出巡，认为宋军会来夜袭，于是分军为三等待，派百夫长巩彦晖率领二百甲兵埋伏在赤壁（今湖北省黄冈市西北江滨）之下。宋军在夜半由水路陆路一起抵达，巩彦晖等待半渡而击，宋军大败。宋朝鄂州诸军都统制孟珙回来援救。发现蒙古军想要乘船渡长江，派宋军乘风用战船冲击蒙古军船阵，蒙古军想要引船逃走，宋军四面合击，获得舟船二百只。蒙古军再用步骑占领东堤，孟珙选派壮士冲入蒙古军阵，收复东提。口温不花派回回兵、河西兵增援，孟珙乘夜派刘金等分兵七路扰乱蒙古大寨，导致蒙古兵卒惊乱，互相攻击。蒙古军白天挖地道攻城，焚烧团楼，孟珙率领大军奋战，在城内筑月城，挖出万人坑。嘉熙二年（1238年）春，蒙古派重刑因犯从地道突入城中，都掉在坑中。宋军在月城上，发炮投石，蒙古军最终逃走。